# Robert Adam Lyon
Pour les articles homonymes, voir Robert Lyon et Lyon.
Robert Adam Lyon (baptisé le 4 octobre 1829-6 juin 1901) est un homme politique canadien de l'Ontario. Il est député provincial libéral de la circonscription ontarienne d'Algoma et d'Algoma East d'une élection partielle en 1878 à 1890. 

## Biographie
Né à Glasgow en Écosse,  Lyon s'installe avec ses parents dans le comté de Halton (en) dans le Haut-Canada en 1832. Avec son frère, William Durie Lyon (en), ils ouvrent un magasin général à Milton. Dès 1866, il s'implique dans le développement de l'industrie forestière sur l'île Manitoulin. Il installe un campement sur l'île à Michael's Bay.
Lyon meurt à Sault-Sainte-Marie en juin 1901 à l'âge de 71 ans.